# ائرو ای‌ئی ۲۷۰ ایبیس
ائرو ای‌ئی ۲۷۰ ایبیس (به انگلیسی: Aero Ae 270 Ibis) یک هواپیمای ساختِ آئرو ودوخودی در کشور جمهوری چک است.